# Rugby à XV au Venezuela
Le rugby à XV au Venezuela n'est pas un sport très populaire comparé au football.

## Histoire

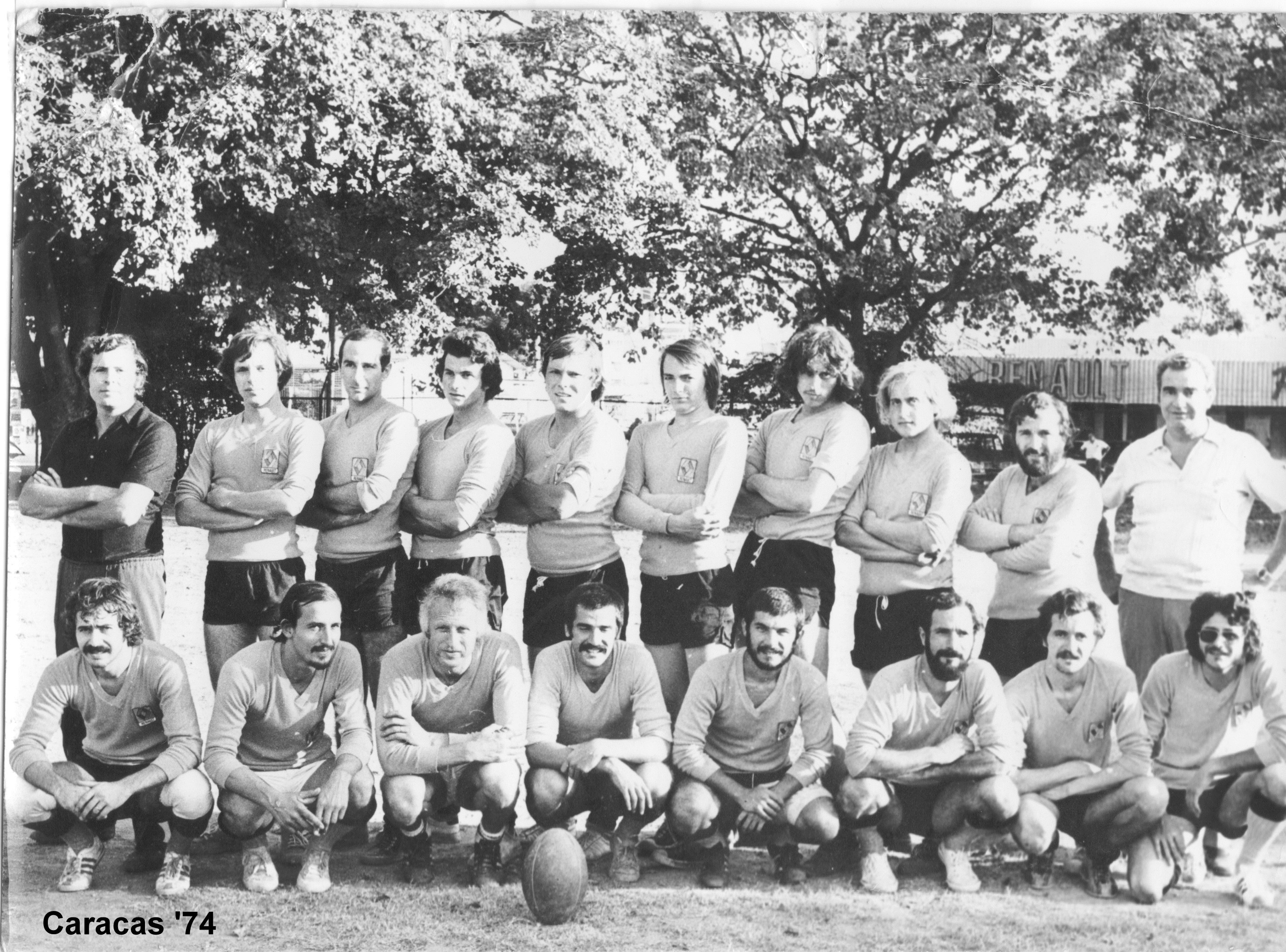
Equipe "Renault" début 1974

L'histoire du rugby à XV au Venezuela remonte aux années 1950 quand un groupe de travailleurs anglais du pétrole jouèrent le premier match dans l'État de Zulia. Cependant la naissance réelle du rugby remonte à fin 1973. Quelques Français, coopérants pour la plupart, qui habitaient Caracas créèrent deux pseudo-clubs de rugby : le Martell et le Renault (très précurseurs puisqu'alors, la publicité sur les maillots de rugby était totalement interdite). Ils jouèrent entre eux les premiers matchs organisés à Caracas et obtinrent presque chaque semaine un gros succès dans les actualités cinématographiques qui précédaient les films (la télévision n'existait pas au Venezuela à cette époque).
En 1974 les deux équipes se réunirent pour former un premier club : le Rugby Club de Caracas (RCC). Cette création se fit pour répondre aux demandes d'étrangers de jouer des matchs : d'abord lors du passage d'un bateau militaire anglais, puis les Argentins de Caracas, puis les Américains des peace corps (qui à défaut de trouver du football américain se résignèrent à accepter les règles du rugby), puis un bateau militaire français. L'équipe du RCC, au départ composée uniquement de Français à l'exception d'un franco-vénézuélien prénommé Napoléon, fut considérée lors de ces matchs internationaux comme l'équipe du Venezuela.
Des Argentins et Uruguayens résidant à Caracas fondèrent alors l’Anaucos Rugby Club. Le premier championnat du Venezuela fut disputé dès 1976. Le Rugby Club de Caracas en fut le club champion. L'Université Simón Bolívar (USB) fut le berceau du rugby au niveau de l’université. Plus tard quelques personnes fondèrent clubs de rugby aux autres universités. Luis Castro Leiva, un ancien professeur d’histoire de la philosophie, fut un des promoteurs principaux de ce sport au niveau de l’université. La Fédération Vénézuélienne de Rugby est enfin fondée en 1992.

## Situation Actuelle
À l’origine le rugby fut considéré comme un sport élitiste à cause des dépenses que les joueurs devaient faire en ce qui concerne les tenues de rugby, les coûts des voyages, etc. Récemment l’Institut National du Sport (IND) a favorisé la promotion de la pratique de rugby. D’autre part les entreprises privées comme Empresas Polar, Ron Santa Teresa, Xerox, Zenda, CATIVEN, Gatorade, Sincor, G3, Price Waterhouse offrent un patronage aux clubs.
Actuellement la plupart des clubs de rugby sont des clubs d'université. La saison du championnat de rugby du Venezuela commence en janvier et finit en juillet. On joue des matches en fin de semaine. Les plus importants tournois sont le championnat national (à Caracas), le tournoi de Walter Bishop (à Mérida) et le tournoi à Sept (à Santa Teresa, État d'Aragua).
La Fédération Vénézuélienne de Rugby est un membre de l'International Rugby Board (IRB) depuis 1998 et de CONSUR.
En dehors du milieu de l’université, le rugby est pratiqué rarement. Baseball, basket-ball et football sont les sports les plus populaires du Venezuela.

## Clubs de rugby du Venezuela (hommes)
Caracas
- Academia Militar de Venezuela (AMV), fondé en 1975
- Anaucos Rugby Club, fondé en 1974
- Caracas Exiles, fondé en 1996
- Hebraica Bulldogs, fondé en 1994
- OSOS Rugby Club, fondé en 1984
- Payaras R.C. (Colegio Los Arcos), fondé en 1995
- Rugby Club Caracas (RCC), fondé en 1974
- Universidad Católica Andrés Bello (UCAB), fondé en 1992
- Universidad Central de Venezuela (UCV), fondé en 1992
- Celtas Rugby Club, fondé en 1998
- Universidad Metropolitana (CRUM), fondé en 1990
- Espartanos Rugby Club (Univ. Nueva Esparta), fondé en 1995
- Universidad Simón Bolívar (USB), fondé en 1974

Barquisimeto
- Universidad Centro Occidental (UCLA)

Maracay
- Araguaney Rugby Club
- Frailes Rugby Club

Mérida
- Mérida Rugby Club
- Club De Rugby Caballeros De Mérida, fondé en 1995
- IUTE Rugby Club

San Cristóbal
- Universidad del Táchira UNETRC

Valencia
- Valencia Rugby Club

## Gagnants du Championnat (1999-2001)
- 1999 Universidad Metropolitana
- 2000 Liceo Los Arcos
- 2001 Universidad Metropolitana

## Clubs de rugby du Venezuela (femmes)
Caracas
- Ángeles CRUM, fondé en 1994
- Leónidas (Universidad de Nueva Esparta)
- Universidad Católica Andrés Bello (UCAB)
- Universidad Central de Venezuela (UCV)
- Amazonas Universidad Simón Bolívar (USB)

 Mérida
- Espartanas

### Articles
- (en) Rugby in Venezuela: A sport to grow, the Daily Journal, (Caracas) 20 novembre 2004.